# Boris Senker
Boris Senker (Zagreb, 5. studenoga 1947.) hrvatski kritičar, teatrolog, sveučilišni profesor i hrvatski književnik. Dramski je pisac. Članstvo:  Društvo hrvatskih književnika (DHK) i Hrvatsko društvo kazališnih kritičara i teatrologa (HDKKT). Redoviti član Hrvatske akademije znanosti i umjetnosti (HAZU) od 2012.

## Obrazovanje
Gimnaziju je pohađao u Puli; maturirao 1966. Komparativnu književnost i anglistiku studirao je na Filozofskom fakultetu u Zagrebu, gdje je 1971. diplomirao, a 1982. doktorirao obranivši disertaciju o kazališnom radu Milana Begovića.

## Znanstvena karijera
Od 1971. radio kao asistent, potom docent (1983-1990), izvanredni profesor (1990-1996) te redoviti profesor (od 1996) na Katedri za teatrologiju u Odsjeku za komparativnu književnost na Filozofskom fakultetu u Zagrebu. U mirovini od 1. I. 2016. Dva puta bio je pročelnik Odsjeka te u dva mandata voditelj Poslijediplomskoga i doktorskoga studija književnosti, izvedbenih umjetnosti, filma i kulture. Od 1990. radi i kao vanjski urednik u Leksikografskom zavodu Miroslav Krleža u Zagrebu, prvo Bibliografije kazališta (objavljena 2004. u 2 toma) a potom Kazališnoga leksikona (u izradi). U novinama, časopisima, enciklopedijama i leksikonima ("Telegram", "15 dana", "Prolog", "Scena" [Novi Sad], "Most", "Dubrovnik", "Balagan" [Potsdam - Regensburg], "Slavic and East European Performance" (New York), "Dialog" Varšava i dr. te Krležijana, Hrvatski biografski leksikon, Hrvatski leksikon, Leksikon hrvatskih pisaca, Leksikon stranih pisaca i Lexikon Theater International (Berlin) od 1970. objavljuje prijevode, recenzije, članke, eseje i studije, uglavnom o kazalištu i dramskoj književnosti dvadesetoga stoljeća. Od 1985. do 1991. i ponovno od 1995. do 2000. vodio je kazališnu kroniku u književnom časopisu "Republika". Kao stipendist Fulbrightove zaklade boravio je od siječnja do lipnja 1985. u New Yorku (na NYU). Bio je sudionik niza teatroloških i slavističkih savjetovanja u Hrvatskoj i inozemstvu (Zagreb, Osijek, Split, Dubrovnik, Hvar, Pula; Udine, Rim, Pariz, Los Angeles, Boston, Washington, Providence i dr.) te nekoliko godina vodio lektorat iz književnosti na Zagrebačkoj slavističkoj školi u Dubrovniku i Puli.

## Objavljene stručne knjige (sve objavljene u Zagrebu)
- Redateljsko kazalište (Centar za kulturnu djelatnost, Zagreb, 1977, prošireno izdanje 1984)
- Sjene i odjeci (Znanje, Zagreb, 1984)
- Kazališni čovjek Milan Begović (HDKKT, Zagreb, 1985)
- Begovićev scenski svijet (HDKKT, Zagreb, 1987)
- Pogled u kazalište (HDKKT, Zagreb, 1990)
- Zapisi iz zamračenog gledališta (Matica hrvatska, Zagreb, 1996)
- Hrvatski dramatičari u svom kazalištu (Hrvatski centar ITI, Zagreb, 1996)
- Kazališne razmjene (Hrvatsko filološko društvo, Zagreb, 2002)
- Pozornici nasuprot (Disput, 2003)
- Bard u Iliriji (Disput, Zagreb, 2006)
- Uvod u suvremenu teatrologiju I (Leykam, Zagreb, 2010)
- Teatrološki fragmenti (Disput, Zagreb, 2011),
- Uvod u suvremenu teatrologiju II (Leykam, Zagreb, 2013)
- Hrestomatija novije hrvatske drame (Disput, Zahreb, I. dio 2000; II. dio 2001).

## Dramska djela u trojcu
U trojcu pa dvojcu s Ninom Škrabeom i Tahirom Mujičićem napisao dvadesetak tekstova za kazalište, koje su s uspjehom izvodile kazališne institucije i glumačke družine, napose Gradsko kazalište Komedija, Zagrebačko kazalište mladih i Glumačka družina Histrion.
Dio zajedničkih farsi, komedija, drama i libreta tiskan im je u knjigama 
- O'kaj (Kaj, Zagreb, 1975)
- Porod od tmine (Centar za kulturnu djelatnost, Zagreb, 1979: 'Novela od stranca, Domagojada, Plut)
- Dvokrležje (AGM, Zagreb, 1994: Fric i pjevačica, Kerempuhovo)
- 3jada (Naklada MD, Zagreb, 1995: Domagojada, Glumijada, Hist[o/e]rijada)
- Tri (stare) krame (Konzor, Zagreb, 1997: Trenk iliti Divji baron, Kavana 'Torso', Požar vlasti)

## Samostalna dramska djela
- Brod (Kazališna zajednica 'Brod', Mali Lošinj, 1995; snimljen i kao TV film; r. Radovan Marčić)
- Pinta nova (HNK u Varaždinu, 1997; r. Vladimir Gerić)
- Pulisej (INK, Pula, 1998; r. Robert Raponja)
- Cabaret &TD (Teatar &TD, Zagreb, 1999; r. Robert Raponja)
- Gloriana (Hrvatsko kazalište, Pečuh, Mađarska, 2001; r. Robert Raponja)
- Fritzspiel (INK, Pula & Epilog teatar, Zagreb, 2002; r. Robert Raponja)
- TOP (Teatar &TD, Zagreb, 2003; r. Robert Raponja)
- Plautina (INK, Pula, 2003; r. Robert Raponja)
- P/lutajuće kazalište majstora Krona (Epilog teatar, Zagreb, 2006; r. Robert Raponja)
- Istarske štorice (Udruga FERR, Pula & Čakavski sabor, Žminj, 2007; r. Robert Raponja)
- 5 Hick-Star Top Girls (Udruga FERR & Arheološki muzej, Pula, 2008; r. Robert Raponja)
- Podvala Ludosti (HNK u Splitu, 2009; r. Georgij Paro).

## Objavljene knjige drama
- Pinta nova (Disput, Zagreb, 2002)
- Tri glavosjeka (Disput, Zagreb, 2004: Pobjednica Judit, Dandy, Gloriana)
- Tercet kabaret (Disput, Zagreb, 2008: Zagrebulje zagrobne, Fritzspiel, TOP)

## Nagrade
- Nagrada Petar Brečić za kazališnu esejistiku 2000.
- Nagrada Antun Gustav Matoš za esejistiku Matice Hrvatske 2003. (Pozornici nasuprot)
- Nagrada za dramsko djelo Marin Držić Ministarstva kulture (Kerempuhovo 1993. i P/lutajuće glumište majstora Krona 2005.)
- Nagrada Katarina Patačić za najbolju kajakvsku knjigu 2003. (Pinta nova),
- Nagrada Mate Ujević za leksikografsko djelo 2005. ( Bibliografija kazališta),
- Nagrada Marko Fotez HAZU za ukupan teatrološki rad (2000. – 2003.)
- Demetrova nagrada za životno djelo Hrvatsko društvo kazališnih kritičara i teatrologa HDKKT 2014.
- Nagrada fonda Miroslav Krleža za književno djelo od iznimnog značenja za razdoblje 2013-2014 (Uvod u suvremenu teatrologiju II)

## Vanjske poveznice
- Tko je tko u hrvatskoj znanosti  Arhivirana inačica izvorne stranice od 14. srpnja 2014. (Wayback Machine)
- Hrvatska znanstvena bibliografija MZOŠRH
- Hrvatska akademija znanosti i umjetnosti
- Filozofski fakultet u Zagrebu
- Demetrova nagrada HDKKT